# Coq Blanc

Coq Blanc var en restaurang på Regeringsgatan 111 på Norrmalm i Stockholm. Restaurangen var en av de fyra första i Sverige att belönas med en stjärna i Guide Michelin.

## Historik
Restaurangen grundades 1981 och drevs av krögaren Uno Hedman och kökschefen Erwin Hug, vilka sedan tidigare drivit Coq Roti på Sturegatan. Den var inrymd i den Lilla Teaterns före detta lokaler på Regeringsgatan. På luncherna serverades företrädesvis husmanskost, medan de säsongsbetonade svensk-franska gourmetmenyerna var populära vid kvällssittningarna. Vinkällaren var mycket välsorterad.
1984 belönades restaurangen som en av de fyra första i Sverige med en stjärna i Michelinguiden. Från 1987 ingick restaurangen i Scandic Hotels AB, med de tidigare grundarna som delägare under tre år. I samband med ägarbytet förlorade Coq Blanc sin stjärna. 
1987 kom Erik Videgård till Coq Blanc och kom att arbeta som hovmästare, sommelier och restaurangchef. Efter att 1992 ha köpt loss restaurangen ansvarade början han för en ombyggnad och förnyat koncept. 1996 bytte krogen namn till Videgård Restaurang Bar Deli. Året därpå såldes den  till Erik Lallerstedt som öppnade Pica Pica i lokalerna  . 